# Cèsar August Jordana
Cèsar August Jordana i Mayans (* Barcelona 1893 - † Santiago de Chile 1958) fue un escritor español.

## Biografía
Cèsar August Jordana nació en la ciudad catalana de Barcelona en 1893. Estudió la carrera de ingeniero, pero la abandonó por la literatura. Durante la Dictadura de Miguel Primo de Rivera, colaboró con la Sociedad de Estudios Militares (SEM) y publicó narraciones en las revistas La Publicitat, Mirador, L'Opinió, Meridià, Catalunya, de Buenos Aires, y Germanor, de Santiago de Chile. Durante la Segunda República Española, dirigió la Oficina de Corrección de la Generalidad de Cataluña, y al acabar la guerra civil española se exilió a Toulousse de donde partió hacia Chile y Argentina, donde fue asesor literario de la Editorial Sudamericana, hizo traducciones y algunos programas en catalán promovidos por el exilio catalanoparlante. Falleció en Santiago, Chile en 1958.
Su estilo irónico e irreverente tenía su influencia más obvia en Anatole France y James Joyce. Tradujo entre otros a William Shakespeare y Aldous Huxley

## Obras

### Narraciones
- Quatre venjances (1923)
- L'anell del Nibelung (1926)
- El collar de la Núria (1927)
- La veritat sobre Sigfrid (1927)
- L'incest (1928)
- L'anell i la fàbrica (1928)
- Tot de contes (1929)
- Una mena d'amor (1931)
- Els tres cavallets (1933)
- L'infant que feia vuit (1933).
- Tres a la reraguarda (1940)
- El Rúsio i el Pelao (1950)
- El món de Joan Ferrer, publicado en 1971

### Gramática
- Com s'escriuen les cartes comercials (1927)
- Correspondència familiar i de societat (1931)
- Formulari de documents en català (1931)
- El català i el castellà comparats (1933)
- Resum de literatura anglesa (1934)
- El català en vint lliçons (1934)